# Chauny
Chauny je francouzská obec v departementu Aisne v Pikardii. Od Laonu je vzdáleno 36 kilometrů. V roce 2011 zde žilo 11 771 obyvatel. Je centrem kantonu Chauny.

## Geografie
Obec leží na březích řeky Oise a kanálu Saint-Quentin. Zachovalo si doposud svůj říční přístav.
Sousední obce: Abbécourt, Autreville, Bichancourt, Caumont, Ognes, Sinceny, Villequier-Aumont, Viry-Noureuil.

## Vývoj počtu obyvatel
Počet obyvatel 

## Slavní obyvatelé a rodáci
- Simone Michel-Lévy, odbojářka
- Pierre Alexis Francis Bobœuf, chemik
- Henri-Jean Calsat, architekt
- Charles-Adrien Lesot de La Penneterie, herec a dramaturg
- Antoine Fouquelin, řečník
- Barthélemy Louis Joseph Schérer, francouzský generál

## Doprava
Chauny je dostupné po dálnicích A26 a A29.

## Partnerská města
- Andenne, Belgie
- Bergheim, Německo